# Marilu Henner
Mary Lucy Denise Henner (Chicago, 6 de abril de 1952), más conocida como Marilu Henner, es una actriz estadounidense, productora y autora exitosa del New York Times en cuanto a ventas. Su preocupación por la salud la llevó al veganismo y a escribir libros sobre el tema. También es conocida por padecer hipertimesia, un trastorno neurológico que le permite recordar casi cualquier día de su vida con mucho detalle.

## Primeros años
Nacida como Mary Lucy Denise Henner, de madre griega y padre polaco. Su padre y su hermano cambiaron el primer apellido de la familia a "Henner" por asuntos de negocios. Fue criada en el norte de Chicago, Illinois, en el barrio Logan Square. Su madre, Loretta, fue presidenta de la Asociación Nacional de Danza y afiliada a la escuela de danza de Marilu por 20 años. Marilu comenzó a tomar clases de danza a los dos años.

## Carrera
Mientras estudiaba en la prestigiosa Universidad de Chicago en Hyde Park. Marilu originó en papel de "Marty" en la producción pre-Broadway Kingston Mines en 1971. Cuando el show fue descubierto y trasladado a Broadway, la producción le ofreció cambiar de rol. Sin embargo, ella escogió dar vida a "Marty" junto a John Travolta, quién interpretaba a "Doddy". La producción decidió incluirla en Over Here!, Pal Joey, Chicago, Social Security y The Tale of the Allergist's Wife. La primera película en que actuó Marilu fue en 1977, Between The Lines, coprotagonizada por los entonces desconocidos Jeff Goldblum, Lindsay Crouse, John Heard y Jill Eikenberry.
Marilu llegó a la popularidad en varios países con su rol de "Elaine Nardo" en la serie de televisión Taxi, en 1978. Quizá la serie televisiva que más marcó su trayectoria artística.
Fue la primera dama en la película de 1984, Johnny Dangerously, interpretando el amor por interés a Michael Keaton. Luego apareció en Noises Off! (1992), Match Game '78 y Man on the Moon (1999), una película sobre la coestrella de Taxi, Andy Kaufman; donde Marilu interpretaba tanto a sí misma como su personaje de Taxi. Desde 1990 a 1994 estuvo en Evening Shade, frente a Burt Reynolds.
En 1994, condujo un talk show de día llamado "Marilu".
Marilu ha escrito ocho libros sobre dieta y salud, siendo el más reconocido Total Health Makeover, donde explica los beneficios de un régimen dietético no diario en conjunción con la comida y ejercicio.
Luego protagonizó el video de Brooks & Dunn "You Can't Take the Honky Tonk Out of the Girl" , en 2003.
En 2005 y 2006 condujo el programa "America's Ballroom Challenge". Luego, en 2008, comentó en un episodio de The Ellen DeGeneres Show, que nunca ha bailado ballroom y que le gustaría ir a una temporada de Dancing with the Stars. Más tarde condujo un programa de FitTV, llamado Shape Up Your Life, basado en sus propios libros.
En su autobiografía By All Means, Keep on Moving, Marilú comenta sus romances con John Travolta y las estrellas de Taxi, Judd Hirsch y Tony Danza. Sus primeros dos matrimonios, con el actor Frederic Forrest y el director Robert Lieberman, terminaron en divorcio. Se casó con Michael Brown, el 21 de diciembre de 2006. Este fue el segundo matrimonio de Brown, quien tiene tres hijos (Cassia, Carine y Michael Brown). Henner tiene dos hijos, Nicholas "Nicky" Morgan y Joseph "Joey" Marlon, de su matrimonio con Robert Lieberman.
Henner fue participante del reality de NBC, El Aprendiz: Celebridades donde 14 celebridades competían por donar dinero a una fundación benéfica. Marilú competía por Physicians Committee for Responsible Medicine. Marilu quedó octava y no logró recaudar dinero para la fundación, pero en La Final, Trump le dio US$20,000 a la fundación porque había jugado muy bien durante el proceso.
Su octavo libro, Wear Your Life Well, llegó a las tiendas el 8 de abril de 2008.